# Bruno Rohner
Bruno Rohner (* 18. Dezember 1948 in Leuggern) ist ein ehemaliger Schweizer Radrennfahrer und nationaler Meister im Radsport.

## Sportliche Laufbahn
1974 wurde er Schweizer Meister im Steherrennen der Amateure vor Paul Röthlisberger. 1976 wurde er Vize-Meister. 
Rohner bestritt im Strassenradsport mit der Nationalmannschaft 1974 das Milk Race (38. Rang). Auch in Querfeldeinrennen (heutige Bezeichnung Cyclosport)  war er erfolgreich und gewann einige Rennen.